# Пино блан
Пино блан (на френски: Pinot blanc) е стар бял винен сорт грозде, произхождащ от Франция, за който се смята че е генетична мутация на Пино гри или Пино ноар. Съгласно ДНК анализи възможни родителски сортове са Пино Моние и Траминер. Освен във Франция (1400 ха) е разпространен и в Германия (3335 ха), Австрия (1920 ха), Чехия, Словакия, Италия (6800 ха), Унгария, Швейцария, Люксембург, Южна Африка, САЩ и Канада. В световен мащаб насажденията са около 15000 ха. Сорта има три клонови вариации: Pinot blanc vrai, Pinot blanc d'Alsace и Pinot blanc précoce.
Известен е и с наименованията: Фехер Бургунди, Пино Бианко, Бели Пино, Пино де ла Лоара, Вейсбургундер (Weisser Burgunder), Клевнер, Пино белый, Руландске биле, Руландске биеле и др.
Ранно зреещ сорт. Лозите се отличават със среден растеж и висока родовитост. Най-добри резултата дава на склонове с южно изложение с плодородни, топли и много варовити почви. Чувствителен на пролетни слани, но като цяло устойчив на ниски температури. Неустойчив на мана, мухъл и гъбични инфекции.
Гроздът е малък (100 – 110 г.), цилиндричен, компактен и плътен. Зэрната са средни (1,4 – 2,1 г.), кръгли или овални, зелено-бели със златист оттенък, с приятен вкус.
От Пино Блан се правят сухи леки бели вина с подчертана свежест и ябълкови и пикантни аромати, които наподобяват вината от Шардоне. Обикновено се пият млади, но понякога когато са оставени да отлежат няколко години придобиват приятни медни тонове.